# Jesse Leach
Jesse David Leach (Providence, 3 luglio 1978) è un musicista statunitense.

## Carriera
Leach è generalmente conosciuto per essere il cantante della band Killswitch Engage e come membro dei gruppi metalcore The Empire Shall Fall e Times of Grace.
Ha cantato e scritto con i Killswitch Engage due album: il primo omonimo della band, il secondo intitolato Alive or Just Breathing. Nel 2003 per problemi di salute e di depressione lascia il gruppo per dedicare più tempo a se stesso e alla moglie.
Negli anni successivi Leach si unisce agli Seemless, mentre nel 2008 entra nel gruppo The Empire Shall Fall.
Nel 2008 forma insieme ad Adam Dutkiewicz (membro dei Killswitch Engage) il duo metalcore Times of Grace, con cui, nel gennaio 2011, pubblica l'album The Hymn of a Broken Man.
Nel febbraio 2012 Leach ritorna nei Killswitch Engage dopo che Howard Jones ha lasciato la band.

## Vita privata
Leach è un cristiano protestante impegnato, questo si riflette in alcune parti dei testi che ha scritto per i Killswitch Engage. Il chitarrista ritmico dei Killswitch Engage, Joel Stroetzel, afferma che Leach è "molto religioso" e "molto forte religiosamente", e il chitarrista solista Adam Dutkiewicz lo descrive come uno che ha una buona visione della vita con la sua personalità in generale. Leach è anche vegetariano.